# Soldatenlied

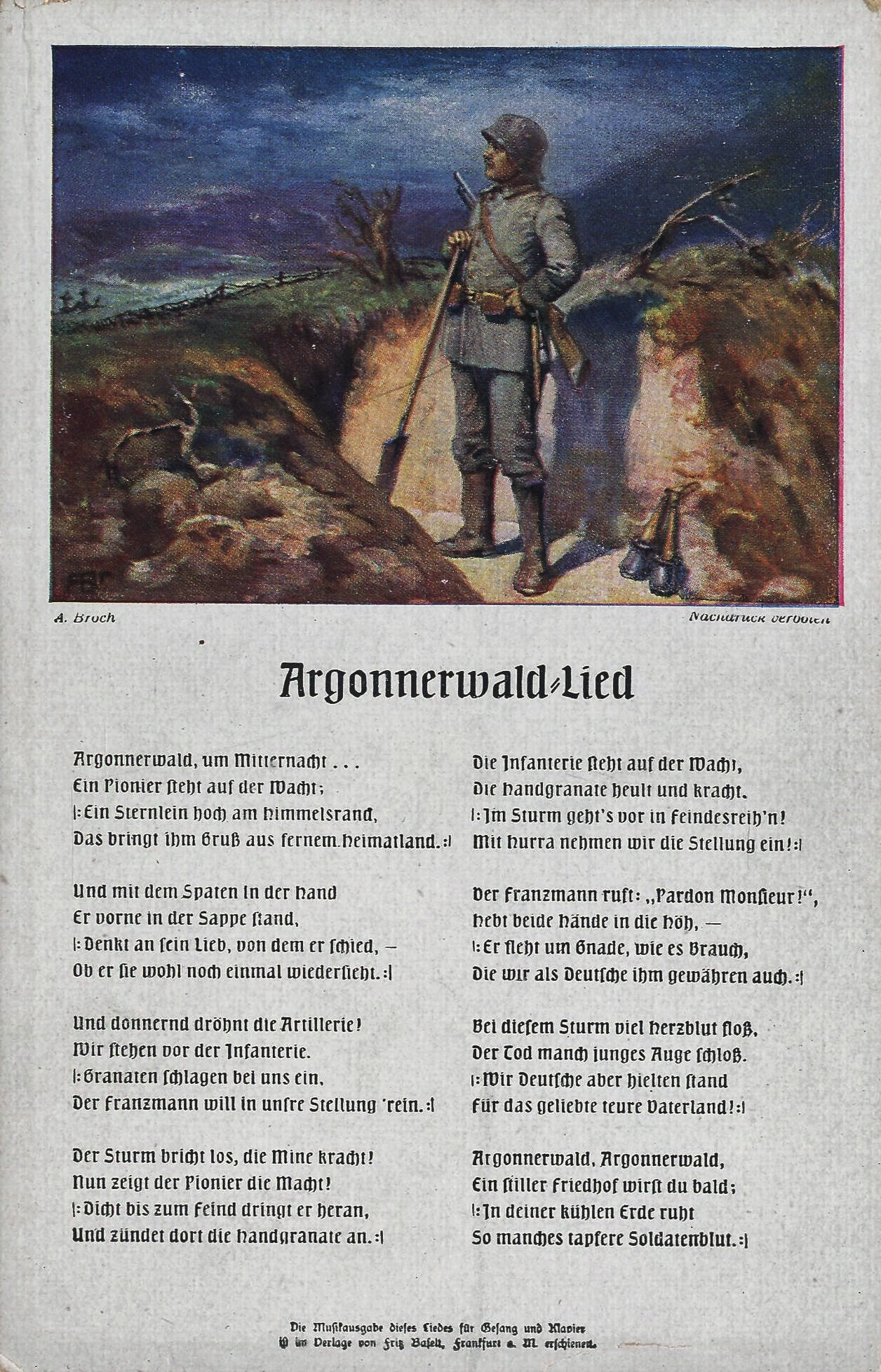
Das Argonnerwaldlied, Bildpostkarte aus dem Ersten Weltkrieg

Ein Soldatenlied ist ein Lied, das beim Militär, meist ohne Instrumentenbegleitung, gesungen wird. Im Gegensatz dazu werden Märsche, etwa bei feierlichen Anlässen, von einer Musikkapelle gespielt. Soldatenlieder sind oft Marschlieder, in deren Takt sich gut marschieren lässt und die daher auch beim Marsch gesungen werden.
Die Texte sind volkstümlich. Meist sollen die Lieder kurzweilig sein, Mut machen und das Kameradschaftsgefühl stärken – ob auf dem Marsch, im Gefecht oder im Lager. Neben zeitlosen Themen wie Liebe, Heimweh und Naturerlebnis haben einige Lieder auch propagandistische Bedeutung, vor allem in den Armeen totalitärer Staaten wie der Wehrmacht unter dem Nationalsozialismus oder der NVA der DDR, wo der gemeinschaftliche Gesang auch die emotionale Bindung der Soldaten an den Herrscher oder die staatliche Ideologie festigen sollte.
Beispiele für deutsche Soldatenlieder sind Ein Heller und ein Batzen, Es ist so schön Soldat zu sein, Morgenrot, Ich hatt’ einen Kameraden (Der gute Kamerad), das Kutschkelied oder Wenn die Soldaten durch die Stadt marschieren.
Seit der zweiten Hälfte der 2010er Jahre wird verstärkt versucht, Soldatenlieder mit unerwünschten Inhalten oder mit unpassender geschichtlicher Konnotation wie das Westerwaldlied oder Schwarzbraun ist die Haselnuss zurückzudrängen.